# Parc national de Charyn
Le parc naturel national de Charyn (kazakh : Шары́н мемлекетті́к ұлтты́қ табиғи́ паркі́) est un parc naturel créé en 2004 par la Résolution N°213 du gouvernement de la République du Kazakhstan le 23 février 2004. Il est situé à cheval sur le district d'Enbekchikazakh, le district de Raiymbek et le district Ouïghour de l'Oblys d'Almaty au Kazakhstan. La résolution N°21 du gouvernement de la République du Kazakhstan «De l'élargissement du territoire du Parc Naturel National de Charyn» du 6 février 2009 a agrandi le territoire du parc, le faisant passer de 93 150 ha à 127 050 ha.
Le parc constitue la zone cœur et la zone tampon de la réserve de biosphère de Charyn, reconnue par l'Unesco en 2018,.

## Géographie
Situé à 193 km d'Almaty, le parc est subdivisé en deux zones au fonctionnement distinct :
- La réserve, qui compte 9 671 ha,
- La partie règlementée, qui s'étend sur 83 479 ha.

## Relief
Le canyon de Charyn (encore appelé la « Vallée des châteaux ») est une formation géologique où les processus de formation du relief sont observables, et qui a de ce fait un attrait particulier pour le tourisme et les activités de loisir. Outre le canyon, le parc s'étend sur la vallée désertique de Syougaty, les monts Oulken-Bogouty, et sur quelques fragments de steppe.

## Climat
Le climat du parc est désertique continental. La température annuelle moyenne est de +5 °C. La température moyenne en janvier est de -5 °C, et de +27 °C en juillet. Les précipitations annuelles se montent à 150 mm. Le parc connait une période de gel de 60 jours par an, et de sécheresse de 40 jours par an.

## Faune et flore
La faune du parc compte 36 espèces de mammifères, 200 espèces d'oiseaux (dont 111 nichent dans le parc), 18 espèces de reptiles dont le phrynocephalus versicolor, 10 espèces de poissons, et comme représentant des amphibiens, la rana asiatica. Une grande variété d'insectes est également présente sur le territoire du parc.
La partie Est des montagnes «Petites Bougouty» est une zone de la réserve où vivent les gazelles à goitre, inscrites sur le Livre rouge de la République du Kazakhstan, et est aussi l'habitat de l'ibex de Sibérie et du faucon sacre.
Sur le territoire du parc se trouve le monument naturel « la datcha forestière cendrée de Charyn », organisée pour protéger une relique d'espèce rare de fraxinus sogdiana (ru). Il s'agit d'une espèce d'arbre unique remontant au Paléogène, et protégée par l'UNESCO. Protégée depuis 1964, cette espèce d'arbre fait l'objet de soins particuliers et de travaux de restauration.
Outre le fraxinus sogdiana, le parc a une flore très diverses, recensant plus de 940 espèces de plantes ; trois d'entre elles sont inscrites au Livre rouge : l'oxytropis niedzweckiana, la ferula sugatensis et la galatella saxatilis.

## Activités
Très attractif pour sa diversité et ses paysages, le parc a été aménagé pour permettre l'accès aux visiteurs, notamment par la création de sentiers de randonnée pédestre, routière ou aquatique. En plus des activités d'accueil des visiteurs, les autorités du parc ont également un but de préservation de la nature et de restauration des systèmes naturels ; la réintroduction du cerf tougaï (en), protégé par le Livre rouge du Kazakhstan aussi bien que par l'UICN, a notamment été entreprise ; de même, un projet de pépinière pour favoriser la reproduction des oiseaux rares est en cours. Ces projets pourraient recevoir le soutien d'organismes internationaux.

## Photos

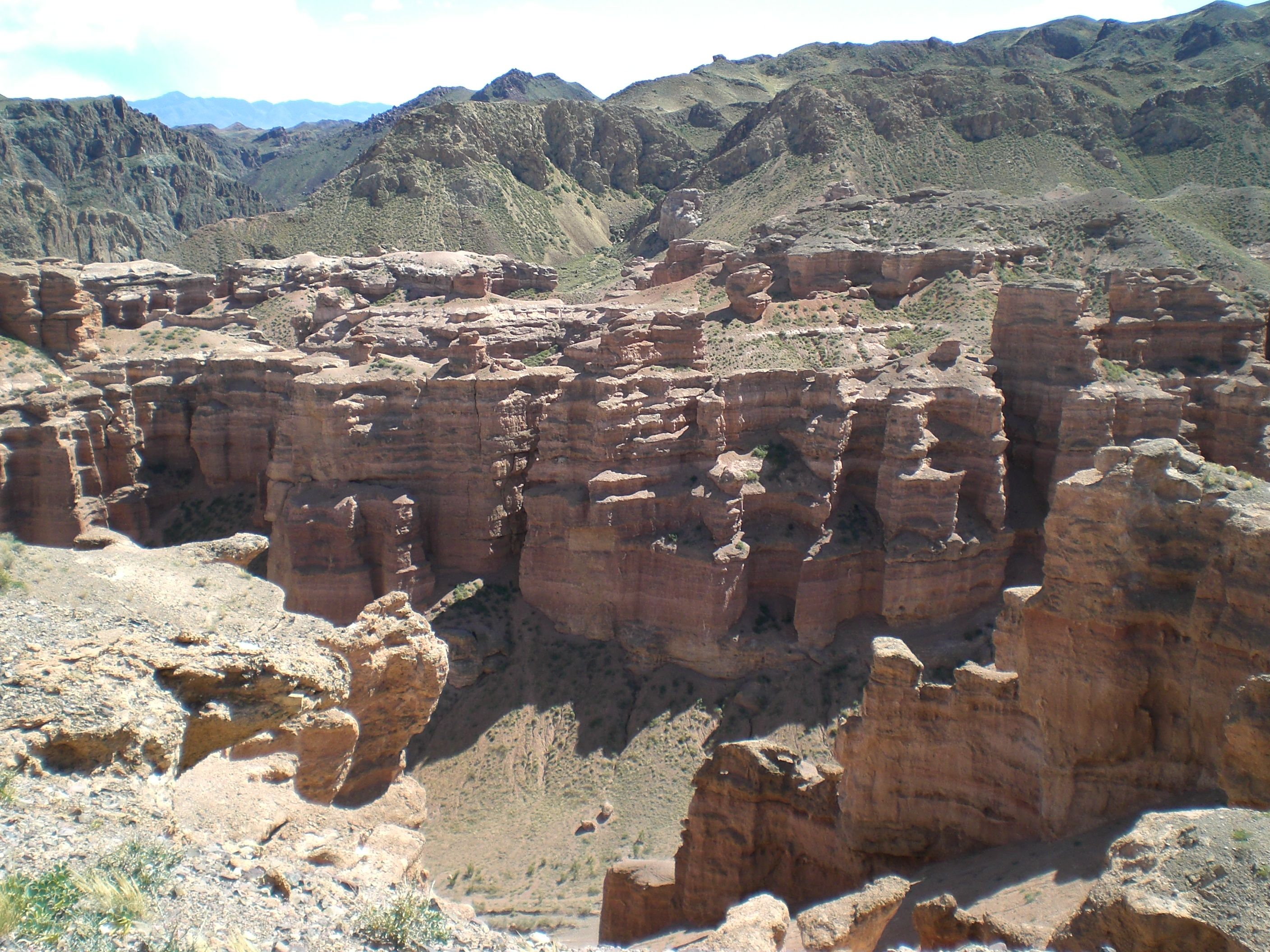
Canyon de Charyn
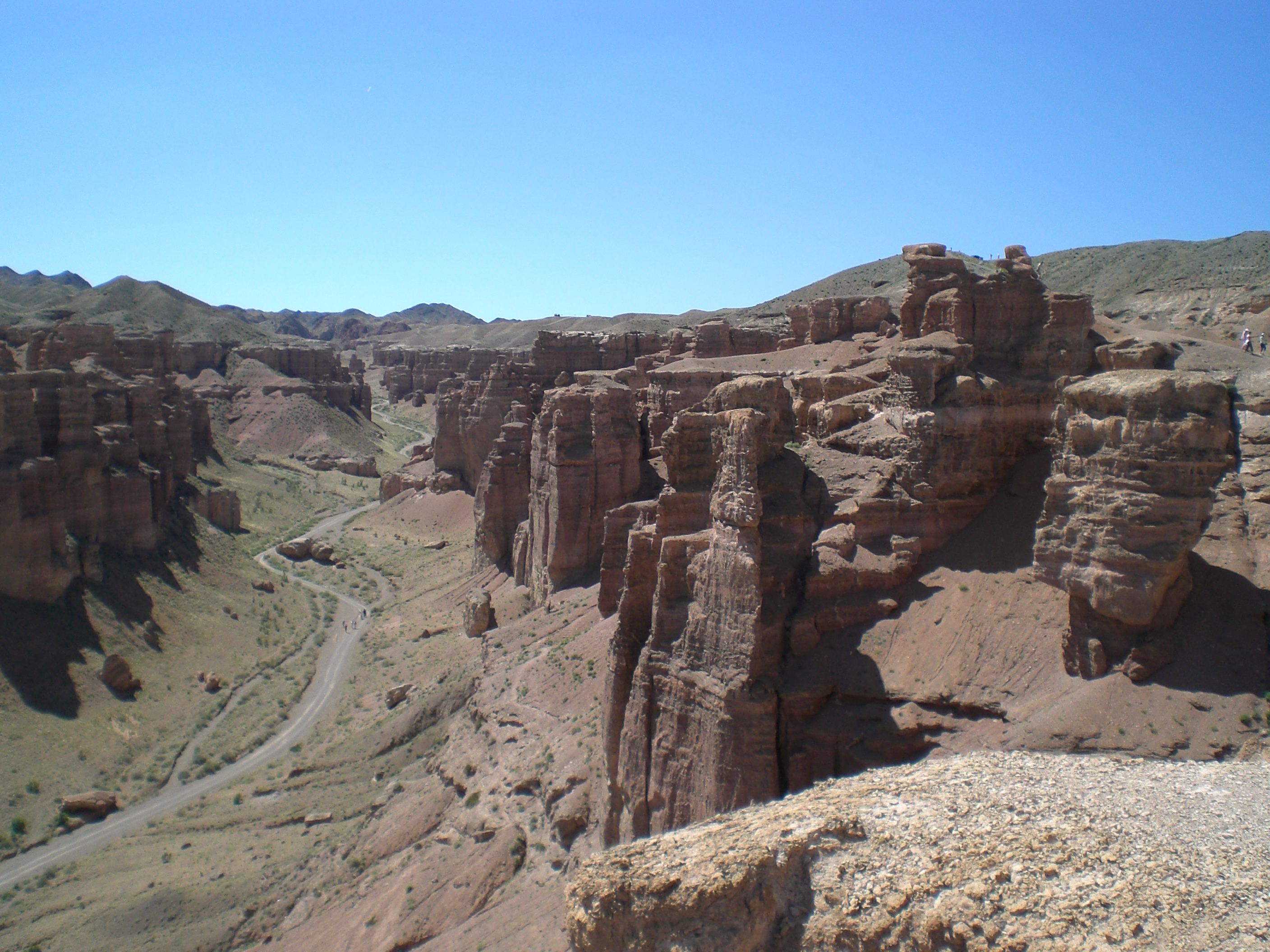
Route à travers le canyon de Charyn
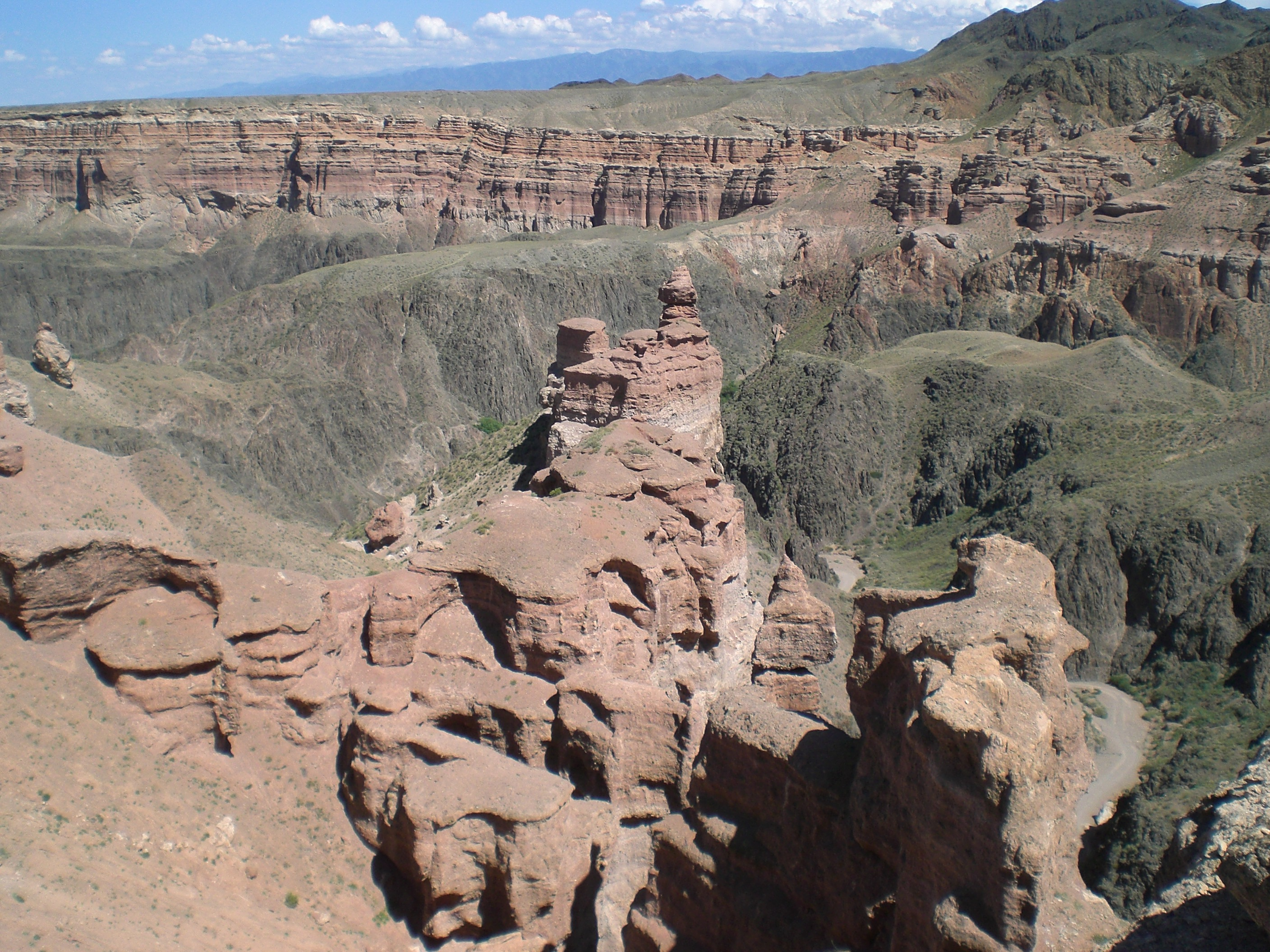
Vallée des Châteaux : vue de dessus
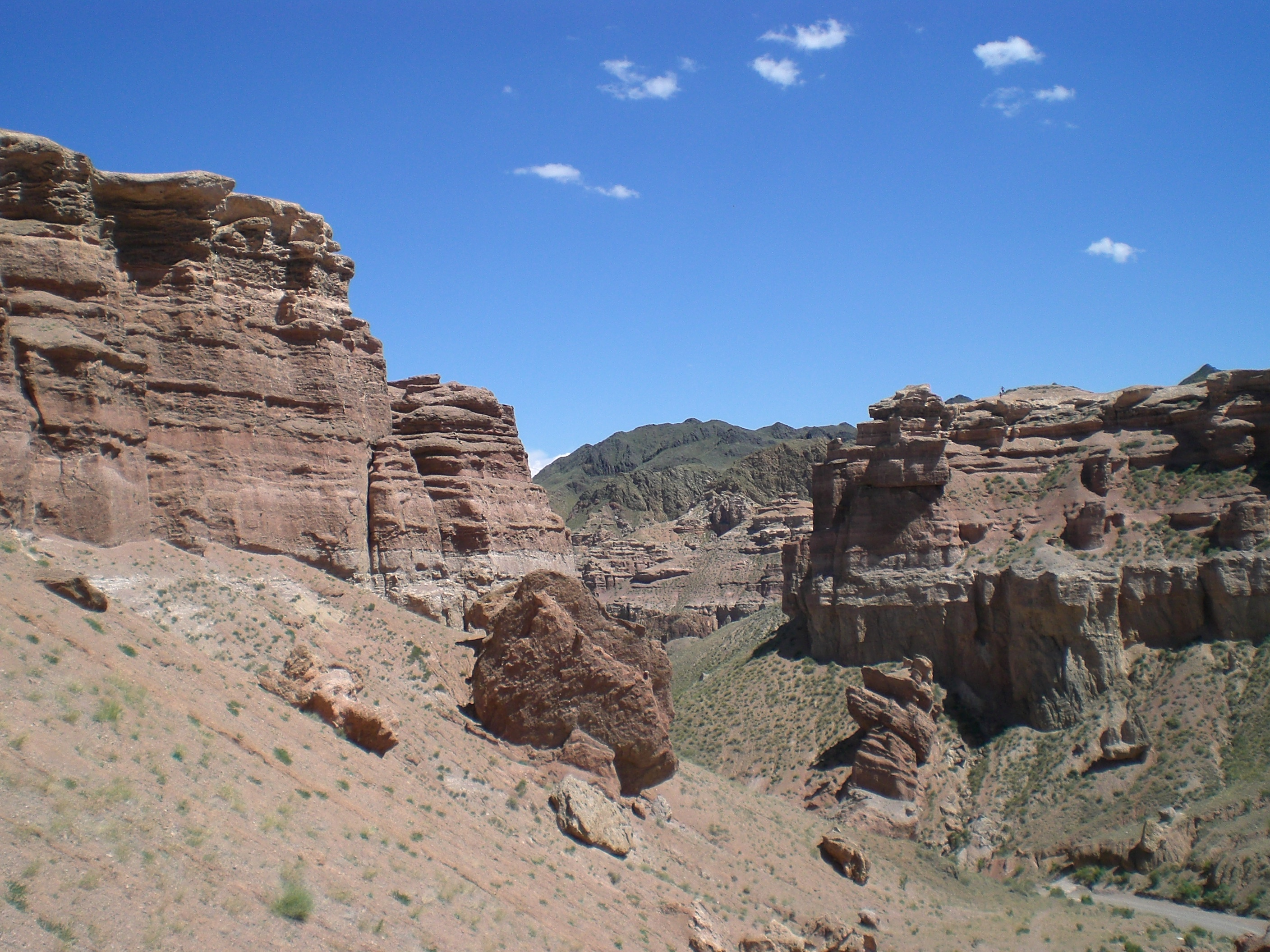
Pentes du canyon de Charyn